# پرموزی
پَرموزی (نام علمی: Coereba flaveola)، یک گونه از پرندگان گنجشک‌سان از خانواده فرخندگان است. پیش از توسعه ژنتیک مولکولی در قرن بیست و یکم، رابطه آن با گونه‌های دیگر نامشخص بود یا با گنجشک‌ها و گنجشک‌های جهان جدید در خانواده زردپرگان راستین، با سسک‌های جهان جدید در خانواده چرخ‌ریسک‌نمایان یا در خانواده تک‌نماد خودش Coerebidae قرار می‌گرفت. این پرندهٔ شهدخوار کوچک و فعال در نواحی گرم‌تر قاره آمریکا یافت می‌شود و عموماً رایج است. اکنون ۴۱ زیرگونه شناخته‌شده برای این گونه وجود دارد.
- واژۀ موز در نام فارسی و انگلیسی این گونه، به رنگ زرد در پرهای زیرتنۀ این گونه اشاره دارد و ارتباطی به موزخواری در این گونه ندارد.

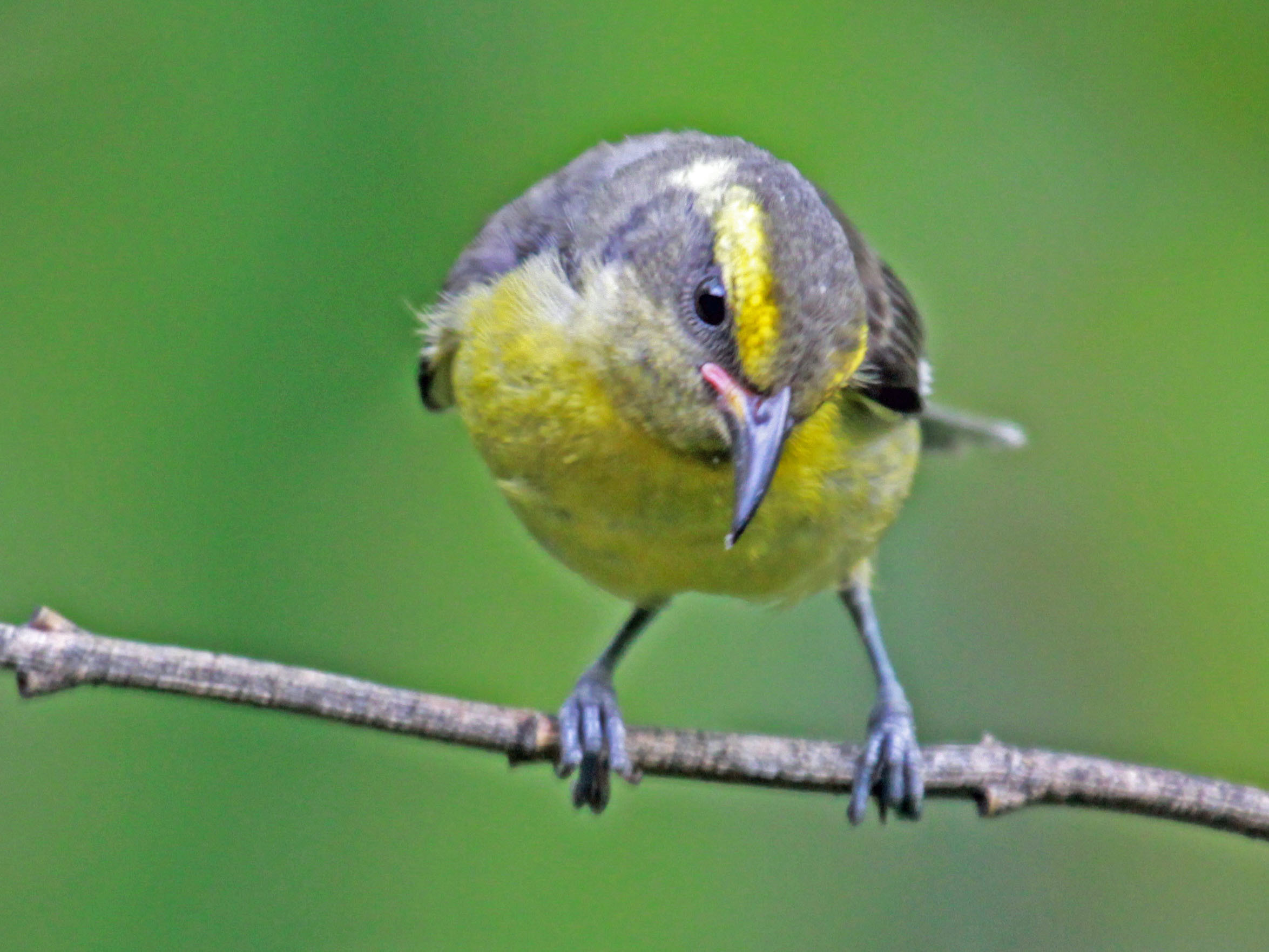
پَرموزی نوجوان نسبت به بزرگسالان کدرتر است و ممکن است ابرو و گلوی زرد هم داشته باشد.

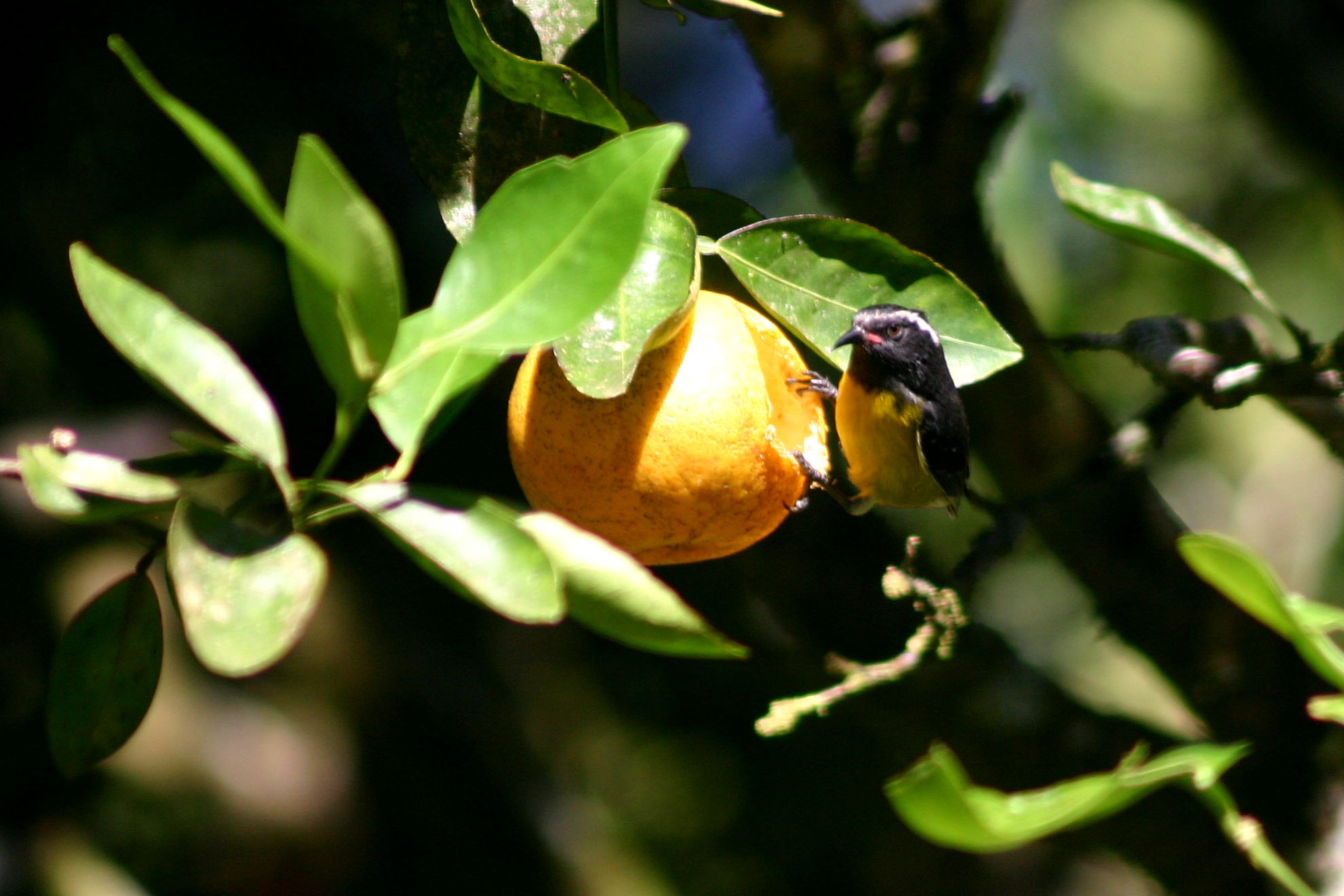
یک پَرموزی که از یک پرتقال در پارک ملی مورن دیابلوتینز در دومینیکا می‌خورد